# ジョン・アヴネット
ジョン・アヴネット（Jon Avnet、1949年11月17日 - ）は、アメリカ合衆国の映画監督、脚本家、映画プロデューサーである。

## 経歴
1949年11月17日、ニューヨーク州ニューヨーク市ブルックリン区に生まれる。1971年、サラ・ローレンス大学を卒業した。
1991年、『フライド・グリーン・トマト』で長編映画監督デビューを果たす。1997年には、リチャード・ギア主演の『北京のふたり』を監督した。2008年、ロバート・デ・ニーロとアル・パチーノを主演に迎えた監督作品『ボーダー』が公開された。

## フィルモグラフィー

### 映画
- コースト・トゥ・コースト/危ないのはお好き!? Coast to Coast（1980年） - 製作
- 世紀の取り引き Deal of the Century（1983年） - 製作総指揮
- 卒業白書 Risky Business（1983年） - 製作
- レス・ザン・ゼロ Less Than Zero（1987年） - 製作
- ベイビー、ウォンテッド! Funny About Love（1990年） - 製作
- メン・ドント・リーブ Men Don't Leave（1990年） - 製作
- フライド・グリーン・トマト Fried Green Tomatoes（1991年） - 監督・製作
- 飛べないアヒル The Mighty Ducks（1992年） - 製作
- 三銃士 The Three Musketeers（1993年） - 製作総指揮
- 男が女を愛する時 When a Man Loves a Woman（1994年） - 製作
- D2 マイティ・ダック D2: The Mighty Ducks（1994年） - 製作
- 8月のメモワール The War（1994年） - 監督・製作
- マイアミ・ラプソディー Miami Rhapsody（1995年） - 製作総指揮
- D3 マイティ・ダックス 飛べないアヒル3 D3: The Mighty Ducks（1996年） - 製作
- アンカーウーマン Up Close & Personal（1996年） - 監督・製作
- 北京のふたり Red Corner（1997年） - 監督・製作
- ジャングル・ジョージ George of the Jungle（1997年） - 製作
- GO!GO!ガジェット Inspector Gadget（1999年） - 製作総指揮
- 彼女を見ればわかること Things You Can Tell Just by Looking at Her（2000年） - 製作
- UPRISING アップライジング Uprising（2001年） - 監督・脚本・製作
- スカイキャプテン ワールド・オブ・トゥモロー Sky Captain and the World of Tomorrow（2004年） - 製作
- REVOLUTION 最後の革命家の物語 Land of the Blind（2006年） - 製作
- 88ミニッツ 88 Minutes（2007年） - 監督・脚本・製作
- ボーダー Righteous Kill（2008年） - 監督・製作
- ブラック・スワン Black Swan（2010年） - 製作総指揮
- 3人のキリスト Three Christs（2017年） - 監督・脚本・製作
- フォー・グッド・デイズ Four Good Days (2020年) - 製作

### テレビ映画
- 疑惑/しのびよる影 Prime Suspect（1982年） - 製作
- バーニング・ベッド The Burning Bed（1984年） - 製作総指揮
- 女たちの迷路 Between Two Women（1986年） - 監督・脚本
- MIA/戦闘後行方不明 In Love and War（1987年） - 製作総指揮
- マーロウ 最後の依頼 Poodle Springs（1998年） - 製作総指揮
- ジョージアの風 A House Divided（2000年） - 製作総指揮
- UPRISING アップライジング Uprising（2001年） - 監督・脚本・製作

### テレビドラマ
- スターター・ワイフ The Starter Wife（2007年） - 監督・製作総指揮
- JUSTIFIED 俺の正義 Justified（2010年 - 2015年） - 監督
- スニーキー・ピート Sneaky Pete（2018年） - 監督